# Dominique Dupuy (femme politique)
Pour l’article homonyme, voir Dominique Dupuy.
Dominique Dupuy, née le 23 mars 1990 à Cap-Haïtien, est une diplomate et femme politique haïtienne. Elle est ministre des Affaires étrangères entre le 12 juin au 16 novembre 2024 sous le gouvernement de Garry Conille.

## Biographie

### Jeunesse et formation
Elle est née le 23 mars 1990,, à Cap-Haïtien. Elle descend de Alexis Dupuy, un des compagnons de Jean-Jacques Dessalines.
En 2008, elle est diplômée en sciences sociales du Cégep Vanier, puis obtient en 2012 une licence en développement international à l'Université McGill. Entretemps, elle étudie les traumatismes des migrations forcées à l'université de Lancastre. Outre le français et le créole haïtien, elle parle également l'espagnol et l'anglais.

### Carrière professionnelle
Le 16 novembre 2020, elle est nommée ambassadrice déléguée permanente d'Haïti auprès de l'Organisation des Nations unies pour l'éducation, la science et la culture (UNESCO). Le 16 décembre 2021, elle obtient l'inscription de la soupe joumou dans la liste représentative du patrimoine culturel immatériel de l'humanité. En avril 2023, elle propose l'inscription de la cassave.
Le 27 octobre 2023, Haïti est élue membre de la vice-présidence du Conseil exécutif de l'UNESCO. Dominique Dupuy y représente le pays. Lors de prise de fonction, elle choisit de faire son premier discours en créole haïtien. En février 2024, elle propose l'inscription du compas.

### Parcours politique

#### Désignation comme membre du Conseil présidentiel de transition
Le 20 mars 2024, la coalition de l'ancien Premier ministre par intérim Claude Joseph, du Rassemblement des démocrates nationaux progressistes (RDNP), d'Haïti en action (AAA), de l'Alliance démocratique, choisit Dominique Dupuy comme sa représentante au Conseil présidentiel de transition ; cette dernière, victime de menaces, est remplacée le 25 mars par Smith Augustin.

#### Ministre des Affaires étrangères
Le 11 juin 2024, Dominique Dupuy est nommé ministre des Affaires étrangères dans le gouvernement Conille II. Elle prend ses fonctions le lendemain.

### Vie personnelle
Elle est mère d'une fille.